# مجيء المسيح
مجيء المسيح هو موسم موجود في العديد من الكنائس المسيحية بكونه زمن الذي انتظر فيه الناس قدوم يسوع المسيح وميلاده وكذلك عودة المسيح في مجيئه الثاني. تستخدم الكنائس مصطلح Adventus وه كلمة لاتينية تعني «القدوم». يستخدم مصطلح أيضًا في الأرثوذكسية الشرقية لصوم الميلاد الذي يستمر 40 يومًا، والذي يمتاز بممارسات تختلف عن تلك الموجودة في الغرب.
الكلمة اللاتينية adventus هي ترجمة للكلمة اليونانية باروسيا παρουσία، وتستخدم عادة للإشارة إلى المجيء الثاني للمسيح. يقدم هذا الموسم فرصة للمشاركة في التذكير بمولد المسيح والنذير بقدومه الثاني.
يحين المجيء في بداية السنة الشعائرية الغربية ويبدأ في الأحد الرابع قبل عيد الميلاد (المعروف أحياناً باسم أحد المجيء)، وهو أقرب أحد إلى عيد القديس أندراس (30 نوفمبر)، في الطقوس الرومانية للكنيسة الكاثوليكية، والطقس الغربي للكنيسة الأرثوذكسية، وفي التقويمات الأنجليكانية واللوثرية والمورافية والمشيخية والميثودية. في الطقوس الأمبروزية والطقوس المستعربية في الكنيسة الكاثوليكية، يبدأ المجيء يوم الأحد السادس قبل عيد الميلاد، وهو الأحد بعد عيد القديس مارتن (11 نوفمبر).
تشمل الممارسات المرتبطة بالمجيء الالتزام بتقويم خاص المجيء وإضاءة أكاليل والصلاة اليومية للعيد،  إضاءة شموع المسيح بالإضافة إلى عادات أخرى للتحضير لعيد الميلاد، مثل إعداد زخارف عيد الميلاد،  عادة ما يتم ذلك بشكل طقسي من خلال تعليق الأوراق الخضراء.  ويطلق على الطقس المقابل في الكنيسة الشرقية «صوم المولد»، ولكنه يختلف في الطول والمراسيم، ولا تبدأ سنة الكنيسة الشعائرية كما في الغرب. لا يطلق على صوم المولد الشرقي اسم «باروسيا» في مراسمه.